# Gravity Field and Steady-State Ocean Circulation Explorer
L'Explorador de la Circulació Oceànica i de Gravetat (Gravity field and steady-state Ocean Circulation Explorer en anglès), conegut com a GOCE, era un  satèl·lit de l'Agència Espacial Europea (ESA) dedicat a la mesura del camp gravitatori terrestre. El llançament amb un coet rus Rókot (antic míssil balístic) era previst l'octubre de 2008 però va ser posposat fins al 17 de març de 2009 per mor de problemes amb el coet llançador. S'espera que tingui una vida útil de dos anys. El Gravity field and steady-state Ocean Circulation Explorer és una part del Living Planet Programme de la  ESA. La missió va acabar el 21 d'octubre de 2013 i l'11 de novembre de 2013 va desintegrar-se a prop de les illes Malvines.
Va ser construït per un consorci de 45 empreses, entre les quals destaquen Thales Alenia Space i  EADS Astrium Space.
Ell satèl·lit tenia com a missions de eterminar les anomalies del camp gravitatori terrestre amb una precisió de 10 -5m/s² així com el geoide amb una precisió d'1 a 2  cm i una resolució espacial millor que 100 km.

## Instrumentació
Disposava dels següents instruments:
- Gradiòmetre: 3 parells de 3 eixos servocontrolats amb acceleròmetres capacitius, cada parell separat una distància de 5 dm
- Receptor GPS de 12 canals amb qualitat geodética
- Retroreflector làser

## Llançament
El satèl·lit GOCE va ser llançat a les 14:21 GMT del 17 de març de 2009 des del Cosmòdrom de Plessetsk amb un coet rus de tipus Rókot (que és un míssil balístic intercontinental de tipus UR-100N modificat per a usos civils després del  tractat de reducció d'armament estratègic) que va propulsar el satèl·lit en direcció nord sobre l'àrtic alliberant a 280 quilòmetres d'altura en òrbita circumpolar. El primer intent de llançament el 16 de març de 2009, va ser avortat per mor d'una fallada en la torre d'enlairament.
El llançament finalment va tenir per objectiu situar GOCE en una òrbita heliosincrónica amb una inclinació de 96,70 graus i node ascendent a 18:00. El satèl·lit havia de separar del seu coet llançador a 295 quilòmetres d'altura i la seva òrbita decaure durant 45 dies fins a l'altitud operativa de 270 quilòmetres. Per mantenir la baixa altitud de l'òrbita el GOCCE té un  propulsor de ions amb el qual contraresta els efectes de la fricció amb l'atmosfera per quedar afectat únicament pel camp gravitatori.

## Energia
GOCE duu panells solars amb capacitat de 1300 watts fixats a la part del cos principal orientada cap al sol. Les plaques solars es troben en un panell de 5 metres per 1 metre i actuen com aletes pensades per estabilitzar la nau durant el trànsit per la ionosfera. Té un motor elèctric de propulsió d'ions que funciona llançant a més de 40000 m/s partícules de xenó carregades per a compensar les pèrdues d'impuls causades per la baixa òrbita. Com a combustible per a aquest motor té un tanc amb 40 kg de xenó que un cop consumit marcarà el final de la vida operativa del satèl·lit, estimada en uns 20 mesos.